# 浔江
浔江在广西壮族自治区中东部，是珠江流域西江水系干流河段的别称。从桂平县桂平镇黔江、郁江汇合处，向东北转折流向东南，经平南、藤县、苍梧诸县，至梧州市与桂江交汇。全长169公里，是西江干流。浔江水量丰，河面宽，可终年通航200吨至250吨级的船队，货运量占广西内河运输的一半左右，是广西内河运量最大的航道。

## 概况

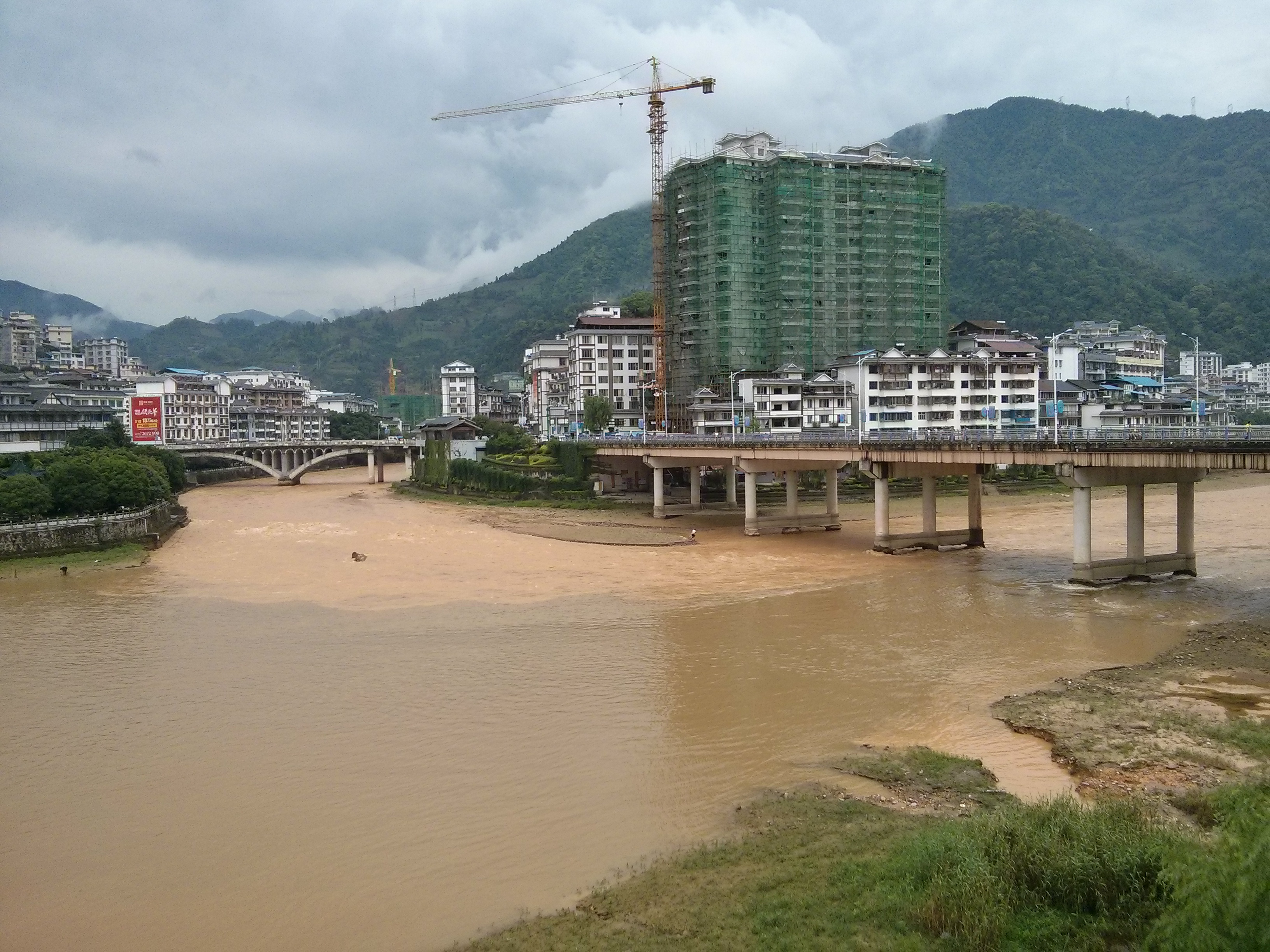
浔江下游

浔江因唐代设浔州而得名。西起黔江与郁江汇合处桂平县城，东流经平南、藤县、苍梧等县，至梧州市止。河段区间集水面积20,570平方公里（不含郁江）,流域面积39 422平方公里，年平均径流量2 240亿立方米，河道平均坡降0.0968‰。梧州站年径流量2,240亿立方米，平均含沙量0.35千克/立方米。自桂平至平南县武林，两岸为广西最宽阔的平原，江岸筑有防洪堤。武林镇至梧州河段流经山地，龙潭峡附近枯水期河面宽340米，而到梧州上游的泗化洲河宽达2,660米。主要支流有北流河、郁江、白沙江、蒙江等。河道宽阔、平坦，水流平缓，是广西水上运输最繁忙的航线，有广西“黄金水道”之称。

## 气候及灾害
浔江位于广西东部的南北中部，地处低纬度，流域属亚热带华南季风区，受季风影响较大，随季风的变化，降雨时程、空间分布也随之变化。流域年降雨量1470mm，降雨分布呈现东多西少的特性，主要降雨时节集中于汛期的4-9月。浔江所在的西江流域内地势西高东低，夏季暴雨强度大、历时长、次数多，洪涝灾害频繁。
浔江属于洪水多发地区，以暴雨性洪水为主。由于流域内支流众多，河网密度较大，加之浔江流域中上游地区多为山地，洪水易于汇流集中且速度较快，致使其洪水出现流量大、来势猛、历时长的特点.1998年特大暴雨时期，浔江水位曾达到35.08米。2005年南方暴雨洪涝灾害期间，浔江水位一度达到35.08米的历史极值，流域内的平南县遭受百年不遇的特大洪水。